# Говорухіна Наталія Олегівна
Наталія Олегівна Говорухіна (нар. 3 листопада 1970, Харків) — українська співачка, викладач, мистецтвознавиця, музично-громадський діяч. Кандидат  мистецтвознавства (2009), доцент (2012), професор кафедри сольного співу та оперної підготовки Харківського національного університету мистецтв ім. І. П. Котляревського. Дипломант міжнародного конкурсу вокалістів ім. А. Дворжака (1999, Карлови Вари, Чехія). Заслужений діяч мистецтв  України (2016). Член Національної всеукраїнської музичної спілки, член Наглядової ради Українського фонду культури, Ректор Харківського національного університету мистецтв ім. І. П. Котляревського. Член-кореспондент Національної академії наук вищої освіти України.

## Біографія
Наталія Говорухіна народилася 3 листопада 1970 року в Харкові. Навчалась в дитячій музичній школі № 1 ім. Л. Бетховена (1987, скрипка, клас викладача В. М. Гарцмана). У 1994 році закінчила навчання на факультеті музичного мистецтва Харківського державного інституту культури (клас заслуженого діяча мистецтв України, проф. В. І. Ірхи, клас вокалу народного артиста України, проф. К. Г. Шаши). Навчалася у ХДІМ ім. І. П. Котляревського на спеціальності «академічний вокал» (2001, клас заслуженої артистки України, проф. А. Е. Резілової, клас камерного співу доц. С. В. Клебанової) та асистентуру-стажування при ньому (2004, клас заслуженого діяча мистецтв України, проф. Т. Я. Веске).
Упродовж  2002—2005 років працювала на кафедрі естрадного співу ХДАК. Водночас від 2002 року викладала сольний спів ХНУМ ім. І. П. Котляревського. Обіймала посаду заступника декана по роботі з іноземними студентами.
У 2009 році захистила кандидатську дисертацію «Еволюція вокального циклу та закономірності циклоутворення (на прикладі творів Р. Шумана, Х. Вольфа, А. Шенберга)».
В класі Наталії  Говорухіної навчались лауреати й дипломанти міжнародних і національних конкурсів і фестивалів О. Томків, солістка Ялтинської філармонії В. Лунякіна, соліст Харківського театру музичної комедії Р. Куштим, солісти Харківської обласної філармонії А. Помпєєва, Ю. Радкевич, О. Кузьміна (стипендіат Президента України 2012—2014), солісти ХНАТОБу ім.  М. Лисенка М. Ворочек, І. Бондаренко, викладачі університетів в КНР Хуан Веньфей, Тан Чжанчен, Лян Цзітао, Сунь Бо та інші.
Мисткиня була головою журі конкурсу «Голос–2015», конкурсу-фестивалю «Казковий світ — дитинства світ» (2015, 2016). Входила до складу журі міжнародних та національних конкурсів і фестивалів: Міжнародного конкурсу вокалістів імені Н. Обухової (2013, Феодосія), Національного конкурсу-огляду «Нові імена України» (2014, 2015, 2016, Київ), Міжнародного конкурсу молодих виконавців і композиторів «Харківські  асамблеї» (2013, 2014, 2015, Харків), Міжнародного конкурсу-фестивалю дитячої та  юнацької творчості «Яскрава країна» (2015, 2016, Одеса, 2015, Дніпропетровськ), Міжнародного конкурсу-фестивалю мистецтв «Співограй» (2015, 2016,  Харків), Відкритого міського фестивалю-конкурсу «Харків — місто добрих надій» (2016, Харків), Відкритого фестивалю світової  музики пам'яті М. Леонтовича (2015, Харків), Міжнародної музичної олімпіади «Мій світ — мистецтво» (2015, Харків). У 2012—2013 роках провела 26 майстер-класів у 11 містах КНР.
Науковиця входить до складу редакційної колегії збірника наукових праць «Аспекти історичного музикознавства».

## Нагороди та відзнаки
- 1999 — Дипломант міжнародного конкурсу вокалістів ім. А. Дворжака.

- 2015 — Нагороджена Почесною грамотою Українського фонду культури за вагомий внесок у розвиток української культури.
- 2016 — Присвоєно почесне звання «Заслужений діяч мистецтв України» за значний особистий внесок у розвиток національної культури і мистецтва, вагомі творчі здобутки та високу професійну майстерність

## Основні праці
- Мистецтво контртенорів у сучасному культурному просторі / Н. Говорухіна // Аспекти історичного музикознавства. 2017. Вип. 10. С. 252—265.

- Хрестоматія вокально-педагогічного репертуару: для контртенора [з фп.] / Н. О. Говорухіна [уклад.]. Харків: Естет Принт, 2018. 148 с.
- ІІ Міжнародний конкурс піаністів імені Марії та Наталії Єщенко: (до 100-річчя з дня народж. Марії Єщенко) / [передм.: Н. Говорухіна, Л. Міткевич-Єщенко, Н. Горецька, О. Копелюк]. [Харків: Б. в.], 2023. [83] с.
- GOVORUKHINA N., SMYRNOVA T., POLSKA I., SUKHLENKO I., & SAVELIEVA G. (2021). STYLE AS A TOPICAL CATEGORY OF MODERN MUSICOLOGY AND MUSIC EDUCATION. Studia Universitatis Babeș-Bolyai Musica, 66(2), 49–67.
- GOVORUKHINA N. THE PRINCIPLES OF INTERPRETATION OF THE POETIC PRIMARY SOURCE IN BALLADS BY F. SCHUBERT, S. MONIUSZHKO, H. WOLF ON GOETHE’S TEXT «KENNST DU DAS LAND» (2022). Studia Universitatis Babeș-Bolyai Musica, 67 (Special Issue 1), 103–113.